# Милеџвил (Илиноис)
Милеџвил (енгл. Milledgeville) град је у америчкој савезној држави Илиноис.

## Демографија
По попису из 2010. године број становника је 1.032, што је 16 (1,6%) становника више него 2000. године.
| Група             | 2000.       | 2010.         |
| Белци             | 994 (97,8%) | 1.010 (97,9%) |
| Афроамериканци    | 2 (0,2%)    | 0 (0,0%)      |
| Азијати           | 4 (0,4%)    | 3 (0,3%)      |
| Хиспаноамериканци | 9 (0,9%)    | 14 (1,4%)     |
| Укупно            | 1.016       | 1.032         |